# Mücheln (Wettin-Löbejün)

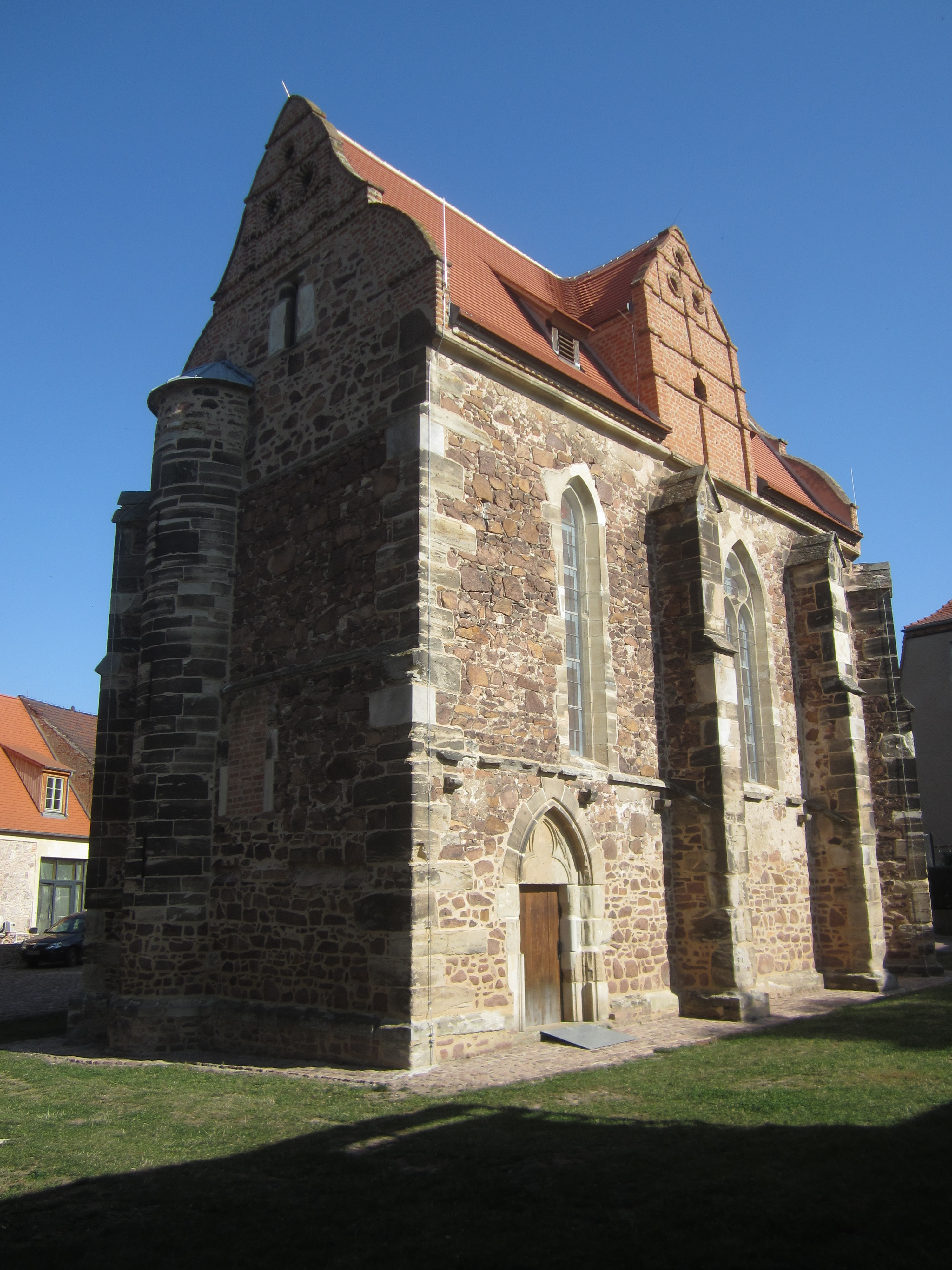
Templerkapelle Mücheln

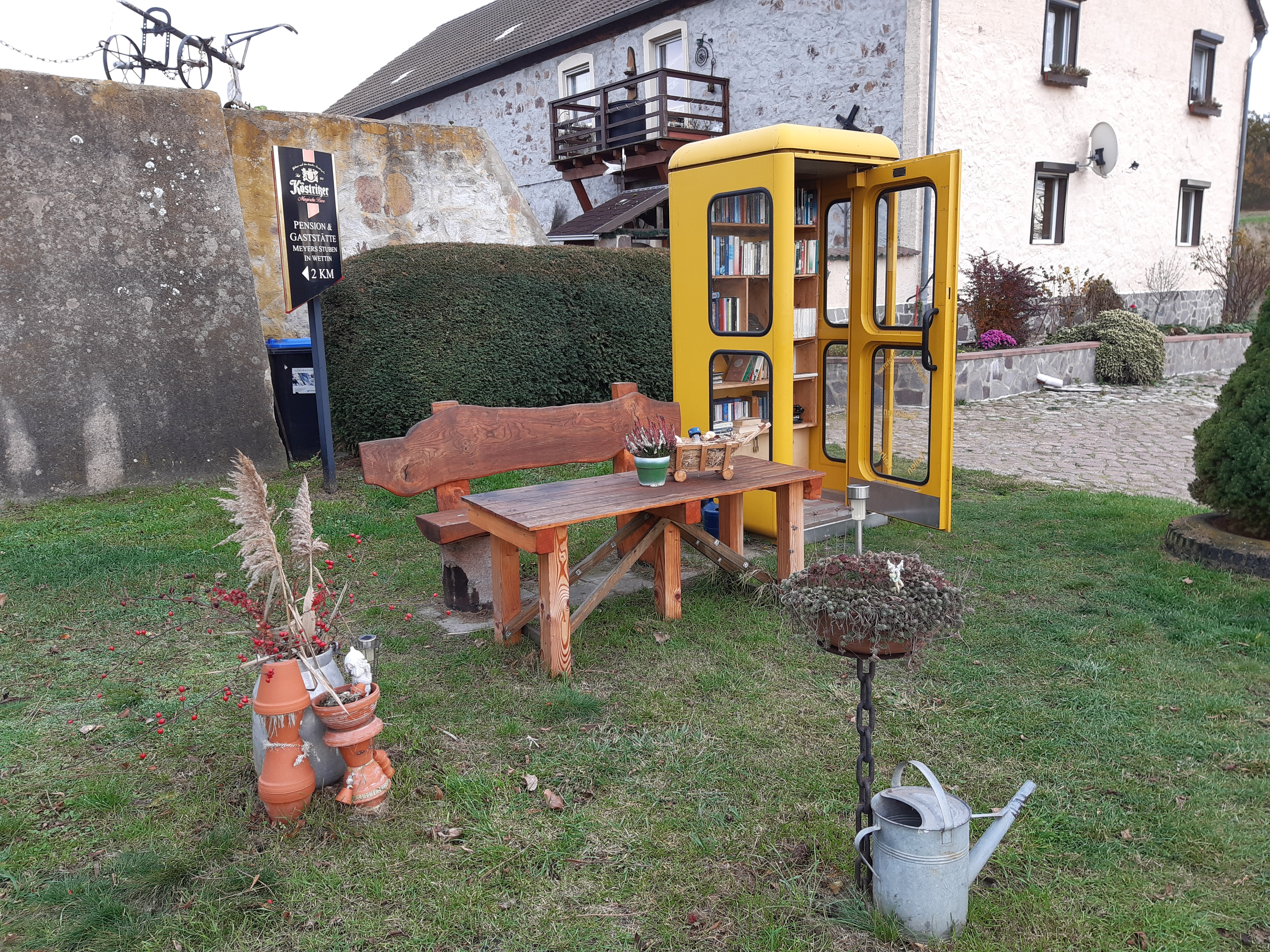
Rastplatz am Saaleradweg in Mücheln

Mücheln ist ein Ortsteil der Ortschaft Wettin der Stadt Wettin-Löbejün im Saalekreis des Bundeslands Sachsen-Anhalt.

## Geografische Lage
Mücheln liegt am Ausgang eines kleinen Nebentales rechtsseitig der Saale etwa 1 km südöstlich von Wettin und etwa 16 km nordwestlich von Halle (Saale) im Naturpark Unteres Saaletal am Saale-Radwanderweg.

## Geschichte
Der Ort Mücheln war bis 1312 der Sitz einer Komturei des Templerordens, von der sich die frühgotische Kapelle erhalten hat. Er gehörte später zum Saalkreis des Erzstifts Magdeburg. Im 17. Jahrhundert gehörte das Gut Georg Adam Brunner. Mit dessen Angliederung an Preußen gehörte er ab 1680 zum brandenburg-preußischen Herzogtum Magdeburg.
Mit dem Frieden von Tilsit wurde Mücheln im Jahr 1807 dem Königreich Westphalen angegliedert und dem Distrikt Halle im Departement der Saale zugeordnet. Er gehörte zum Kanton Wettin. Nach der Niederlage Napoleons und dem Ende des Königreichs Westphalen befreiten die verbündeten Gegner Napoleons Anfang Oktober 1813 den Saalkreis. Bei der politischen Neuordnung nach dem Wiener Kongress 1815 wurde Mücheln im Jahr 1816 dem Regierungsbezirk Merseburg der preußischen Provinz Sachsen angeschlossen und dem Saalkreis zugeordnet.
Am 30. September 1928 wurde der Gutsbezirk Mücheln in die Stadt Wettin eingemeindet. Am 1. Januar 2011 wurden die Städte Löbejün und Wettin sowie die Gemeinden Brachwitz, Döblitz, Domnitz, Gimritz, Nauendorf, Neutz-Lettewitz, Plötz und Rothenburg, die zuvor bereits in der Verwaltungsgemeinschaft Saalkreis Nord zusammengeschlossen waren, zur neuen Stadt Wettin-Löbejün zusammengefasst. Seitdem ist Mücheln ein Ortsteil der Ortschaft Wettin der Stadt Wettin-Löbejün.
Das Dorf Mücheln bestand und besteht aus nur wenigen Wohnhäusern. Zum Rittergut gehörten im 18. Jahrhundert ca. 125 ha Land; seine Bewohner hatten  keinen Landbesitz.  Mücheln besaß eine Schenke, die das Bier vom Gut beziehen musste. Die 1780 errichtete barocke Dorfkirche St. Marien verfiel im 20. Jahrhundert und wird heute als Galerie und Café genutzt.

## Denkmalschutz
Der so genannte Templerhof Mücheln besteht heute aus der Kapelle, Wohn- und Wirtschaftsgebäuden des 17. bis 19. Jahrhunderts, sowie einem großen, von einer Bruchsteinmauer eingefassten Garten. Neben der Templerkapelle ist ebenfalls der sie umgebende Hof als Denkmalbereich Gutshof denkmalgeschützt. Zum Denkmalbereich gehören auch die Brückenpfeiler und der Bahndamm der stillgelegten Bahnstrecke Wallwitz–Wettin.

## Verkehrsanbindung
Der öffentliche Personennahverkehr wird durch den PlusBus des Mitteldeutschen Verkehrsverbund erbracht. Folgende Verbindung führt, betrieben von der Omnibusbetrieb Saalekreis, durch Mücheln:
- Linie 330: Halle ↔ Mücheln ↔ Wettin ↔ Nauendorf ↔ Löbejün

Die A 14, die von Leipzig nach Magdeburg führt, verläuft wenige Kilometer östlich des Orts. Die nächste Abfahrt ist „Halle-Trotha“.